# Povestea unui om adevărat (film)
Povestea unui om adevărat (titlul original: în rusă Повесть о настоящем человеке, transliterat: Povest o nastoiașcem celoveke) este un film dramatic sovietic, realizat în 1948 după romanul omonim a scriitorului Boris Polevoi  al carui subiect este inspirat din fapte reale din viața pilotului de vânâtoare Aleksei Meresiev. Filmul a primit Premiul Stalin în 1949. A fost refăcut în 2021 ca Лётчик (Letchik)  de Renat Davletiarov.

## Conținut
Pilotul de vânătoare Meresiev este doborât în 1942 în apropierea localității ocupate de nemți, Staraia Russa, la sud de Leningrad. Deși grav rănit, reușește să ajungă înapoi peste linia frontului, dar din cauza agravării rănilor trebuie să i se amputeze ambele picioare de la genunchi în jos. Deși cu proteze la ambele picioare, reușește în decursul unui an să zboare din nou și chiar să participe la Bătălia de la Kursk.

## Distribuție
- Pavel Kadocinikov – Aleksei Meresiev[3]
- Boris Dobronravov – președintele comisiei medicale
- Boris Babocikin – comandantul
- Nikolai Ohlopkov – comisarul Vorobiov
- Aleksei Diki – Vasili Vasilievici (doctor)
- Vasili Merkuriev – Stepan Ivanovici
- Tamara Makarova – Klavdia Mihailovna (infirmiera din spital)
- Liudmila Țelikovskaia – Zinocika (infirmiera din sanatoriu)
- Lev Sverdlin – maiorul Naumov (comandantul unității)
- Ceslav Sușkevici – Kukușkin (pacient din spital)
- Viktor Hohriakov – Degtiarenko
- Aleksandr Mihailov –  Petrov
- Liubov Sokolova – colhoznica Varvara
- Vladimir Gribkov – dr. Zuev
- Mihail Gluzki – căpitanul Ceslov

## Literatură
- Polevoi, Boris (1951). POVESTEA UNUI OM ADEVĂRAT. București: Editura tineretului, 368 p. cu ilustrații.